# Đông Thạnh, An Minh
Đông Thạnh là một xã thuộc huyện An Minh, tỉnh Kiên Giang, Việt Nam.

## Địa lý
Xã Đông Thạnh có diện tích 54,29 km², dân số năm 2020 là 10.736 người, mật độ dân số đạt 198 người/km².

## Hành chính
Xã Đông Thạnh được chia thành 8 ấp: Thạnh An, Thạnh Hoà, Thạnh Lợi, Thạnh Phong, Thạnh Phú, Thạnh Tây A, Thạnh Tây B, Thạnh Tiến.

## Lịch sử
Trước đây, Đông Thạnh là một xã thuộc huyện An Biên.
Ngày 17 tháng 2 năm 1979, Hội đồng Chính phủ ban hành Quyết định 50-CP về việc chia xã Đông Thạnh thành 2 xã lấy tên là xã Đông Thạnh và xã Tân Thạnh.
Ngày 13 tháng 1 năm 1986, Hội đồng Bộ trưởng ban hành Quyết định 07-HĐBT về việc chuyển xã Đông Thạnh của huyện An Biên về huyện An Minh mới thành lập quản lý.
Ngày 31 tháng 5 năm 1991, Ban Tổ chức Chính phủ ban hành Quyết định số 288-TCCP về việc sáp nhập một phần của xã An Minh Tây nhập vào xã Đông Thạnh.
Ngày 26 tháng 7 năm 2005, Chính phủ ban hành Nghị định số 97/2005/NĐ-CP về việc thành lập xã Tân Thạnh trên cơ sở 3.956 ha diện tích tự nhiên và 10.939 người của xã Đông Thạnh.
Sau khi thành lập xã Tân Thạnh, xã Đông Thạnh còn lại 5.432 ha diện tích tự nhiên và 12.641 nhân khẩu.